# Thibault Debaes
Pas d'image ? Cliquez ici

a Compétitions nationales et continentales officielles uniquement.

b Matchs officiels uniquement.
Dernière mise à jour le 12 août 2025.
Thibault Debaes, né le 30 novembre 2001 à Pau (Pyrénées-Atlantiques), est un joueur français de rugby à XV évoluant au poste de demi d'ouverture au RC Vannes.

## Biographie

### Jeunesse et formation
Thibault Debaes naît le 30 novembre 2001 à Pau. Son père, Jean-Christophe Debaes, est un ancien demi d'ouverture de la Section paloise, du Racing CF et du FC Lourdes,,.
Il commence la pratique du rugby à XV vers l'âge de quatre ans à l'US Morlaàs, club dans lequel son père exerce en tant qu'entraîneur ; il y joue jusqu'en moins de 14 ans,.
Il rejoint ensuite les cadets de la Section paloise avant de rejoindre en 2019 le centre de formation du club béarnais.
En août 2019, il participe, avec l'équipe de France des moins de 18 ans de rugby à sept, au championnat d'Europe des moins de 18 ans à Gdansk où il finit troisième avec les Bleuets.

### Débuts à la Section paloise (2019-2024)
Thibault Debaes commence sa carrière professionnelle en décembre 2019, à l'âge de dix-huit ans, lors de la double confrontation en Challenge européen face aux Cardiff Blues. Ce mois-ci, il est appelé une première fois en équipe de France des moins de 20 ans. Il est ensuite rappelé pour débuter sur le banc lors du match du 7 février 2020 du Tournoi des Six Nations des moins de 20 ans contre l'Italie. Auteur d'une performance majeure en sortant du banc dès la première mi-temps, il joue un rôle clé dans la remontée qui permet aux Français de s'imposer après avoir pris deux essais italiens d'entrée de match. Toujours en février, il participe avec son club au Supersevens 2020 et atteint la finale perdue face au Racing 92 (28 à 12),.  Avec son club, il ne joue que deux matchs avec l'équipe professionnelle lors de la saison 2019-2020.
En octobre 2020, lors de la sixième journée de Top 14 face à l'ASM Clermont, il vit la première titularisation de sa carrière en Top 14. Il dispute neuf matchs de Top 14 et deux matchs de Challenge européen durant la saison 2020-2021.
Pendant la saison 2021-2022, il dispute six matchs de Top 14 et inscrit le premier essai de sa carrière dans la compétition face au Stade toulousain en octobre 2021. Il joue également deux matchs de Challenge européen et inscrit un essai.
Avec le départ d'Antoine Hastoy, il gagne du temps de jeu durant la saison 2022-2023 en étant l'ouvreur numéro deux du club derrière Zack Henry. Il dispute quatorze matchs de Top 14 et quatre matchs de Challenge Cup.
En septembre 2023, il participe aux trois étapes de la saison 2023 du Supersevens avec la Section paloise,,. Le 22 octobre 2023, il dispute la finale du Supersevens et termine à la deuxième place. Sa signature au Biarritz olympique pour deux saisons à partir de l'été 2024 est annoncée en décembre 2023. N'entrant pas dans les plans des entraîneurs et face à la forte concurrence, il est au préalable prêté au RC Vannes en février 2024 jusqu'à la fin de la saison en cours. Durant la saison 2023-2024, il n'a disputé que trois matchs de Challenge Cup et inscrit qu'une transformation face aux Cheetahs en fin de match.

### Prêt au RC Vannes, puis signature définitive (depuis février 2024)
Thibault Debaes dispute son premier match avec le RC Vannes le 9 février 2024 face au Stade aurillacois (victoire 40 à 6) lors de la dix-neuvième journée de Pro D2 en tant que remplaçant et en entrant en jeu à la 67e minute à la place de Maxime Lafage. Il inscrit quatre points lors de ce match (deux transformations). Pour son deuxième match avec le club breton, il inscrit son premier essai face à Provence Rugby.
Le 18 février 2024, seulement deux semaines après son arrivée en Bretagne, il est rappelé par la Section paloise, temporairement, afin de compenser la pénurie de demi d'ouverture dans le club palois avec les blessures de Joe Simmonds et Clément Mondinat. Après deux feuilles de match (une sans jouer face au RC Toulon et une en tant que titulaire face au Stade français Paris), il retourne à Vannes le 4 mars 2024. Lors de la victoire du RC Vannes, 52 à 14, face au Rouen NR pour le compte de la 28e journée de Pro D2, il inscrit vingt points, dont deux essais. Avec les Vannetais, il est remplaçant lors de la demi finale du championnat que son équipe remporte face à Béziers, mais n'entre pas en jeu. Il est titularisé à l'arrière la semaine suivante lors de la finale, et remporte le titre de champion grâce à la victoire de son équipe 16 à 9, face au FC Grenoble,.
Mi juin 2024, il signe finalement jusqu'en juin 2027 avec le RC Vannes et il ne rejoindra pas le Biarritz olympique comme prévu initialement. Le 23 septembre 2024, il est élu meilleur joueur de la saison 2023 du Supersevens lors de la Nuit du rugby. 
Le 28 décembre 2024, il fait son retour au stade du Hameau pour le compte de la treizième journée de Top 14 avec un « petit goût d'amertume » pour affronter son club formateur, la Section paloise. Titulaire à la place de Maxime Lafage (pour un « choix affectif » comme l'avoue son entraîneur, Jean-Noël Spitzer), il inscrit le premier essai du match, qu'il transforme et une pénalité mais s'incline avec ses coéquipiers sur le score de 24 à 48.

## Palmarès

### En club
- Finaliste du Supersevens en 2020 et 2023 avec la Section paloise sevens.
- Vainqueur du championnat de France de 2e division en 2024 avec le RC Vannes.

### En équipe nationale
- Troisième du championnat d'Europe des moins de 18 ans de rugby à sept en 2019.

### Distinction personnelle
- Nuit du rugby 2024 : meilleur joueur du Supersevens